# Mezouar (fonction)
Pour les articles homonymes, voir Salaheddine Mezouar et Brahim Arafat Mezouar.
Le mezouar ou mezouâr, forme arabisée du terme berbère amzwar (racine zwur ou zgur, qui signifie « précéder », c'est-à-dire « être le premier, le chef »), est un agent spécial préposé à la surveillance de la prostitution en Algérie et Tunisie. Cette fonction est instaurée au XIIe siècle par Ibn Toumert sous le règne des Almohades, inquiets de l'ordre moral, et supprimée au début du XIXe siècle.

## Histoire

### Apparition et rôle
Ce système d'organisation de la prostitution féminine apparaît en Algérie au XVIe siècle, et un peu plus tôt (pendant le règne hafside) en Tunisie, mais en suppose que sa présence dans ce dernier territoire remonte à l'arrivée des Ottomans avec le rite hanafite, rite plus souple que l'orthodoxe malikite qui est prédominant dans tout le Maghreb. C'est surtout à travers les témoignages des Européens voyageant en Afrique du Nord pendant le XVIIIe siècle que les historiens ont pu documenter l'évolution de cette fonction.

L'une des meilleures descriptions du Mezouar est celle de E. Duschene dans son livre sur la prostitution en Algérie en 1853 selon laquelle : 

« L'inscription qui constatait les noms et la nationalité des filles publiques était faite par le magistrat nommé Mezouar. C'était toujours un Maure qui occupait ce poste lucratif, mais des plus abhorrés, car ce maure faisait aussi l'office de bourreau et était alors chargé de faire pendre, étrangler ou noyer les criminels des deux sexes… »

Donc, non seulement le mezouar veille sur l'organisation et la protection des prostituées, mais aussi de leur punition en cas de non satisfaction en leur accordant le statut de zania (femme coupable d'adultère), qui selon la charia est un grand péché. De plus, les mezouars se chargent aussi du recrutement de nouvelles prostituées, en cherchant surtout parmi les femmes qui ont des problèmes conjugaux et qui peuvent prouver qu'elles ont commis un péché. Ceci représente une source de corruption pour ces fonctionnaires. En effet, ces femmes, qui ne voulait pas s'inscrire dans les registres du mezouar en tant que prostituée afin de protéger leur réputation, doivent payer à ce dernier de grandes sommes en échange.
En Tunisie, son rôle s'étend aussi aux autres religions. Les mezouars veillent à ce que les femmes juives n'exercent pas la prostitution et que les prostituées musulmanes n'acceptent pas des clients chrétiens et juifs.

### Avant 1830
Avant la conquête française de l'Algérie, à Alger, le mezouar est chargé de la surveillance de la prostitution, fonction qui lui octroie le droit de percevoir de chaque femme une taxe mensuelle de deux douros (7,44 francs). À noter que cette somme varie avec le degré de beauté des filles (de 11 francs pour les plus belles jusqu'à la moitié pour les autres). Le mezouar maintient la paix et la tranquillité publique, avec l'aide d'une escouade de gardes à pied, qui ne reçoivent d'instructions que de lui. Il accompagne les patrouilles pendant la nuit, et rend compte tous les matins au dey de ce qui s'est passé dans la ville. Il a les pleins pouvoirs sur les femmes de mauvaise vie et loue celles-ci aux Turcs et aux Maures, qui viennent les choisir chez lui et qui, après le temps convenu, sont tenus de les lui ramener. Il accorde quelquefois à ces femmes la permission de sortir la journée, moyennant rétribution. C'était toujours un Maure qui occupait la fonction de mezouar.

### Après 1830
L'administration française en Algérie exploite les services du mezouar pour exercer une surveillance, appelée police de la prostitution (arrêtés des 12 août 1830, 27 mars et 12 juin 1831). Toutefois, au mois de juillet 1831, pour améliorer les conditions de la prostitution et éviter les abus du mezouar, l'administration française créé des dispensaires. Cet état se prolonge jusqu'au 28 septembre 1835, lorsque la fonction est remplacée par la surveillance du commissaire central de police. La taxe levée sur la prostitution est maintenue et fixée a 10 francs par mois, versée à la caisse municipale par l'économe du dispensaire, qui assure des examens cliniques de contrôle chaque semaine afin d'éviter la dissémination des maladies sexuellement transmissibles. Chaque femme qui a développé l'une de ces maladies est obligée de rester hospitalisée dans le dispensaire jusqu'à sa guérison complète.
En Tunisie, à cause de la grande corruption des mezouars, surtout dans le chantage des femmes vulnérables et le détournement des mineurs, le bey supprime le poste en 1836.